# 朱慎鏡
晉敬王朱慎鏡（？—1578年），明朝第七代晉王晉簡王朱新㙉弟朱新墧的嫡第一子。他何時受封鎮國將軍已不可考，而《明史》稱在萬曆四年（1576年）任晉府宗理，後在萬曆六年（1578年）去世，次年（1579年）追封晉王，諡號晉敬王，無子。
但據《弇山堂別集》，他在萬曆六年襲封晉王後才去世，亦有一子襲封晉王，但名字與諡號在史籍中未有記載。